# Zollfahndungsamt

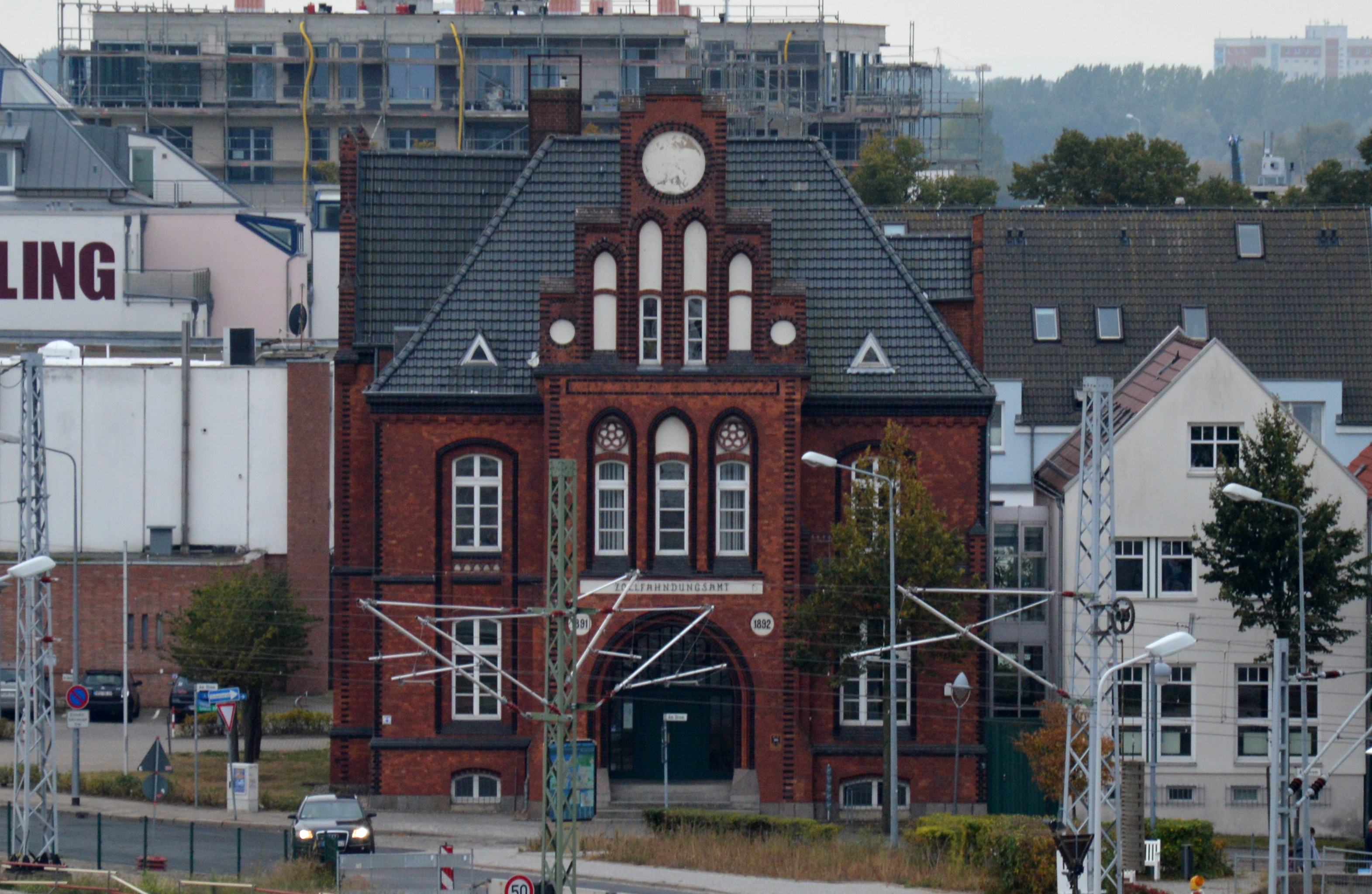
Historická budova celního pátracího úřadu z roku 1892 stojící v městské části Rostock–Warnemünde

Zollfahndungsamt (ZFA; česky Celní pátrací úřad) je úřad Celní správy SRN. Celní pátrací úřady jsou příslušné ke stíhání závažné a organizované trestné činnosti páchané v celní oblasti. Celní pátrací úřady jsou přímo podřízeny Celnímu kriminálnímu úřadu.
Mezi hlavní body činnosti celního pátrání patří mimo jiné
- odhalování a vyšetřování neznámých daňových případů,
- boj proti drogové kriminalitě včetně boje proti legalizaci výnosů z trestné činnosti,
- boj proti porušování předpisů v oblasti cel a spotřebních daní, zejména v oblasti mezinárodního pašování cigaret,
- odhalování daňových trestných činů a deliktů,
- zajištění podkladů pro stanovení základu daně ve výše uvedených případech,
- daňová šetření, zejména externí prověřování, která jsou celním pátracím úřadům v jednotlivých případech postoupena hlavními celními úřady,
- další úkoly spadající do kompetence finančních orgánů,
- stíhání protiprávního jednání v oblasti zahraničního obchodu,
- stíhání protiprávního jednání v oblasti ochrany trhu,
- prevence a stíhání trestných činů, jakož i odhalování neznámých trestných činů v působnosti Celní správy SRN.

Aktuálně existuje 8 celních pátracích úřadů s 24 pobočkami
- Celní pátrací úřad Berlín-Braniborsko
- Celní pátrací úřad Drážďany
- Celní pátrací úřad Essen
- Celní pátrací úřad Frankfurt nad Mohanem
- Celní pátrací úřad Hamburk
- Celní pátrací úřad Hannover
- Celní pátrací úřad Mnichov
- Celní pátrací úřad Stuttgart

Místní příslušnost celních pátracích úřadů není totožná s hranicemi spolkových zemí. Například místní působnost Celního pátracího úřadu Hamburk zasahuje daleko do spolkové země Meklenbursko-Přední Pomořansko. Některé celní pátrací úřady jsou nadto věcně příslušné k určitým agendám, které vykonávají i na území, kde vykonává obvykle svou místní působnost jiný celní pátrací úřad. Například Celní pátrací úřad Stuttgart řeší případy porušování právních předpisů v oblasti mezinárodního obchodu i v obvodu Celního pátracího úřadu Mnichov. Mezinárodním obchodním právem se dále zabývají také Celní pátrací úřady v Essenu, Berlíně-Braniborsku a Hamburku.